# Фрешед
Фреше́д (фр. Fréchède, окс. Freisheda) — коммуна во Франции, находится в регионе Юг — Пиренеи. Департамент — Верхние Пиренеи. Входит в состав кантона Три-сюр-Баиз. Округ коммуны — Тарб.
Код INSEE коммуны — 65178.

## География

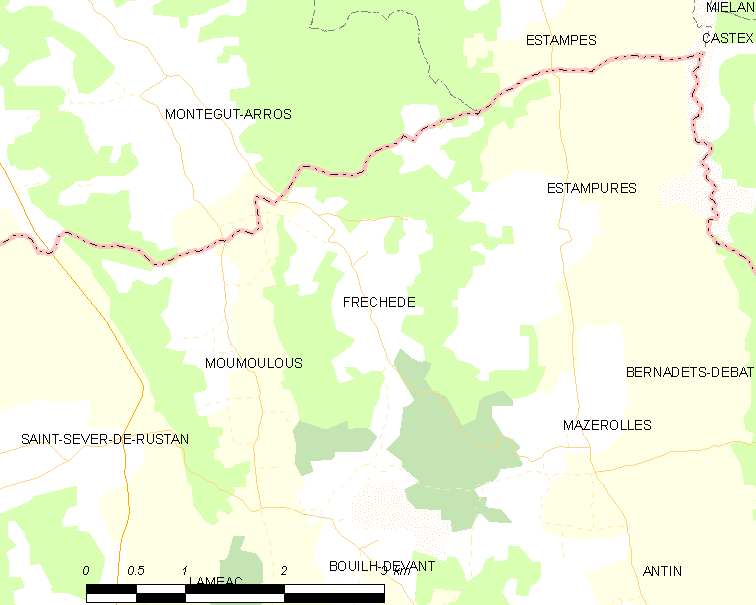
Карта коммуны

Коммуна расположена приблизительно в 640 км к югу от Парижа, в 100 км западнее Тулузы, в 22 км к северо-востоку от Тарба.
Коммуна расположена в местности Бигорр.

## Климат
Климат умеренно-океанический с солнечной тёплой погодой и обильными осадками на протяжении практически всего года.

## Население
Население коммуны на 2010 год составляло 39 человек.
| 1962 | 1968 | 1975 | 1982 | 1990 | 1999 | 2010 |
| ---- | ---- | ---- | ---- | ---- | ---- | ---- |
| 72   | 52   | 45   | 49   | 44   | 39   | 39   |

## Администрация
| Период | Период | Фамилия   | Партия | Примечания |
| ------ | ------ | --------- | ------ | ---------- |
| 2001   | 2020   | Андре Жан |        |            |

## Экономика
В 2010 году среди 28 человек трудоспособного возраста (15-64 лет) 21 были экономически активными, 7 — неактивными (показатель активности — 75,0 %, в 1999 году было 72,2 %). Из 21 активных жителей работали 21 человек (10 мужчин и 11 женщин), безработных не было. Среди 7 неактивных 1 человек был учеником или студентом, 3 — пенсионерами, 3 были неактивными по другим причинам.